# Wilhelm Stråle af Ekna
Wilhelm Stråle af Ekna, född 22 februari 1816 i Stockholm, död där 23 mars 1902, var en svensk ämbetsman och politiker. 

## Biografi
Stråle af Ekna var son till justitierådet och riksdagsmannen Nils Wilhelm Stråle och bror till riksdagsmannen Holdo Stråle. Han avlade 1835 kansli- och 1836 hovrättsexamen i Uppsala samt blev 1845 vice häradshövding och 1848 assessor i Svea hovrätt. År 1851 övergick han till den administrativa banan och förordnades som polismästare i Stockholm, var 1852–1855 underståthållare där, blev 1855 generaldirektör och ordförande i Styrelsen över fängelser och arbetsinrättningar i riket samt var 1867–1888 landshövding i Stockholms län.
Han deltog i alla ståndsriksdagar efter 1840. Han var 1867–1887 ordförande i Stockholms läns landsting och 1870–1896 ledamot för Stockholms läns valkrets i första kammaren, de sista åren som kammarens ålderspresident. Sedan 1871 var han ledamot av Lantbruksakademien.
Wilhelm Stråle af Ekna är begravd på Norra begravningsplatsen utanför Stockholm.